# 스타니스와프 미코와이치크

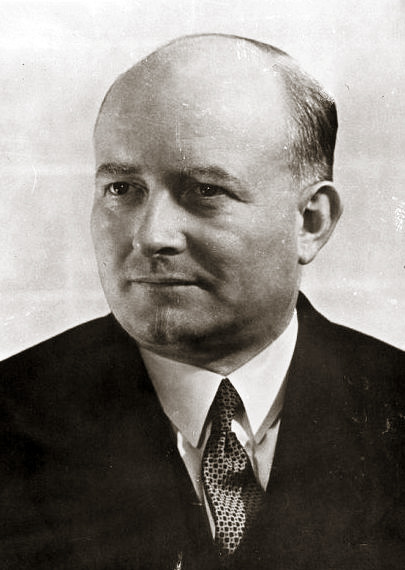
스타니스와프 미코와이치크

스타니스와프 미코와이치크(폴란드어: Stanisław Mikołajczyk)는 폴란드의 정치인이다. 제2차 세계 대전 중에 폴란드 망명 정부의 총리를 지냈으며 전후 부총리를 지냈다.

## 같이 보기
- 서구의 배신